# Cybinka
Cybinka (niem. Ziebingen, dolnołuż. Zebinki) – miasto w Polsce w województwie lubuskim, w powiecie słubickim, siedziba gminy miejsko-wiejskiej Cybinka. W latach 1975–1998 miasto administracyjnie należało do województwa zielonogórskiego.
Pod względem historycznym Cybinka leży w zachodniej części dawnej ziemi lubuskiej, w ramach której położona jest w regionie określanym jako ziemia torzymska.
Według danych GUS z 31 grudnia 2019 r. Cybinka liczyła 2751 mieszkańców.

## Historia
Wzmiankowana jako wieś w XV w. (1472), pod nazwą Ziebingen, od XVI do początku XIX w. należała do zakonu Joannitów z Łagowa. W 1802 r. kupiona przez Wilhelma von Finckensteina, prezydenta rejencji frankfurckiej, który zbudował tu pałac klasycystyczny, a przy nim założył park o regularnym układzie, który w połowie stulecia został przekształcony w park krajobrazowy. W 1845 r. pruska domena królewska kupiła Cybinkę, żeby po 12 latach wróciła ona ponownie do Finckensteinów, którzy mieszkali tutaj do 1945 roku. W okresie przedwojennym istniała tu kopalnia głębinowa węgla brunatnego, na początku XX w. budowano linie kolejową do Kunowic. Wojska niemieckie zostały wyparte z miasta 2-3 lutego 1945 roku przez oddziały 1 armii pancernej gwardii i 33 armii I Frontu Ukraińskiego. W 1945 r. po przejęciu Cybinki przez administrację polską, miejscowość uzyskała prawa miejskie. Jest jednym z najmłodszych miast historycznej ziemi lubuskiej. W maju 1945 w mieście stacjonował 32 Budziszyński Pułk Piechoty Wojska Polskiego, a później mieściła się tu komendantura 8 Komendy Odcinka Cybinka Wojsk Ochrony Pogranicza. Od 1996 siedziba Nadleśnictwa Cybinka.

## Zabytki
Do wojewódzkiego rejestru zabytków wpisane są:
- kościół[8] ewangelicki, obecnie rzymskokatolicki parafialny pod wezwaniem MB Częstochowskiej, klasycystyczny z 1784 roku, 1866 roku
- park pałacowy, z XVIII wieku – XIX wieku, z początku XX wieku:
  - część oficyny w parku
  - ogrodzenie z bramą parkową
  - cmentarz żołnierzy radzieckich
- cmentarz żydowski
- drugi cmentarz żołnierzy radzieckich[9]
- zespół młyński z początku XX wieku

## Demografia
Źródło:.
Według danych z 4 kwietnia 2011 r. miasto miało 2947 mieszkańców.

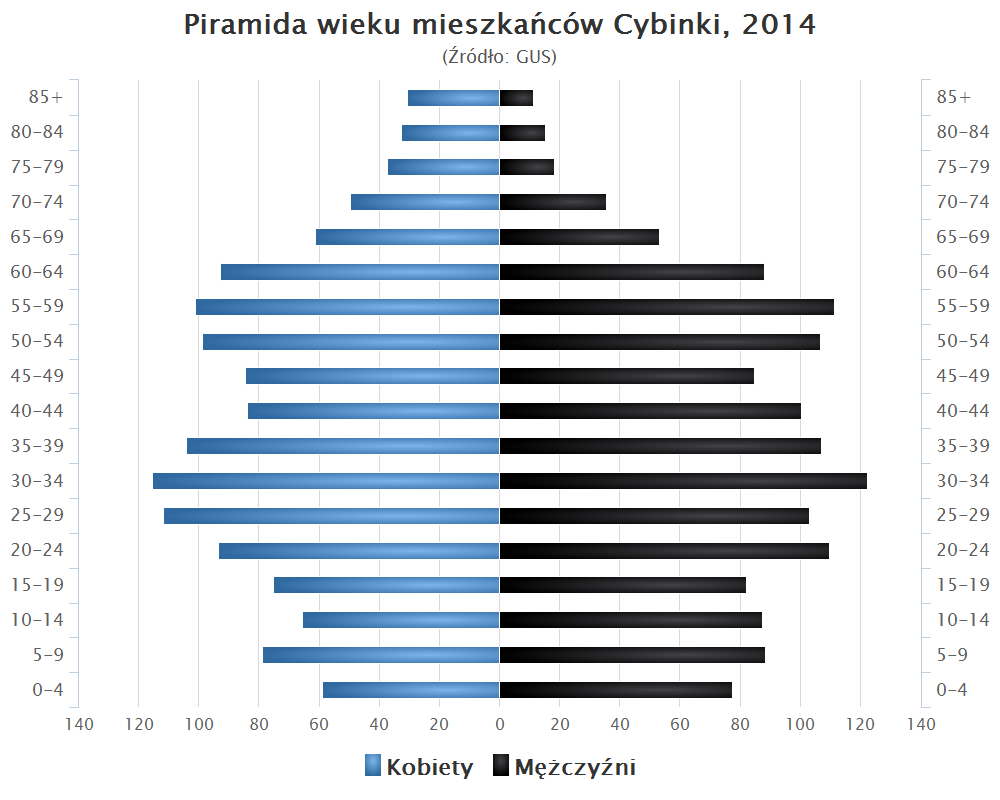
Piramida wieku mieszkańców Cybinki w 2014 roku

## Transport

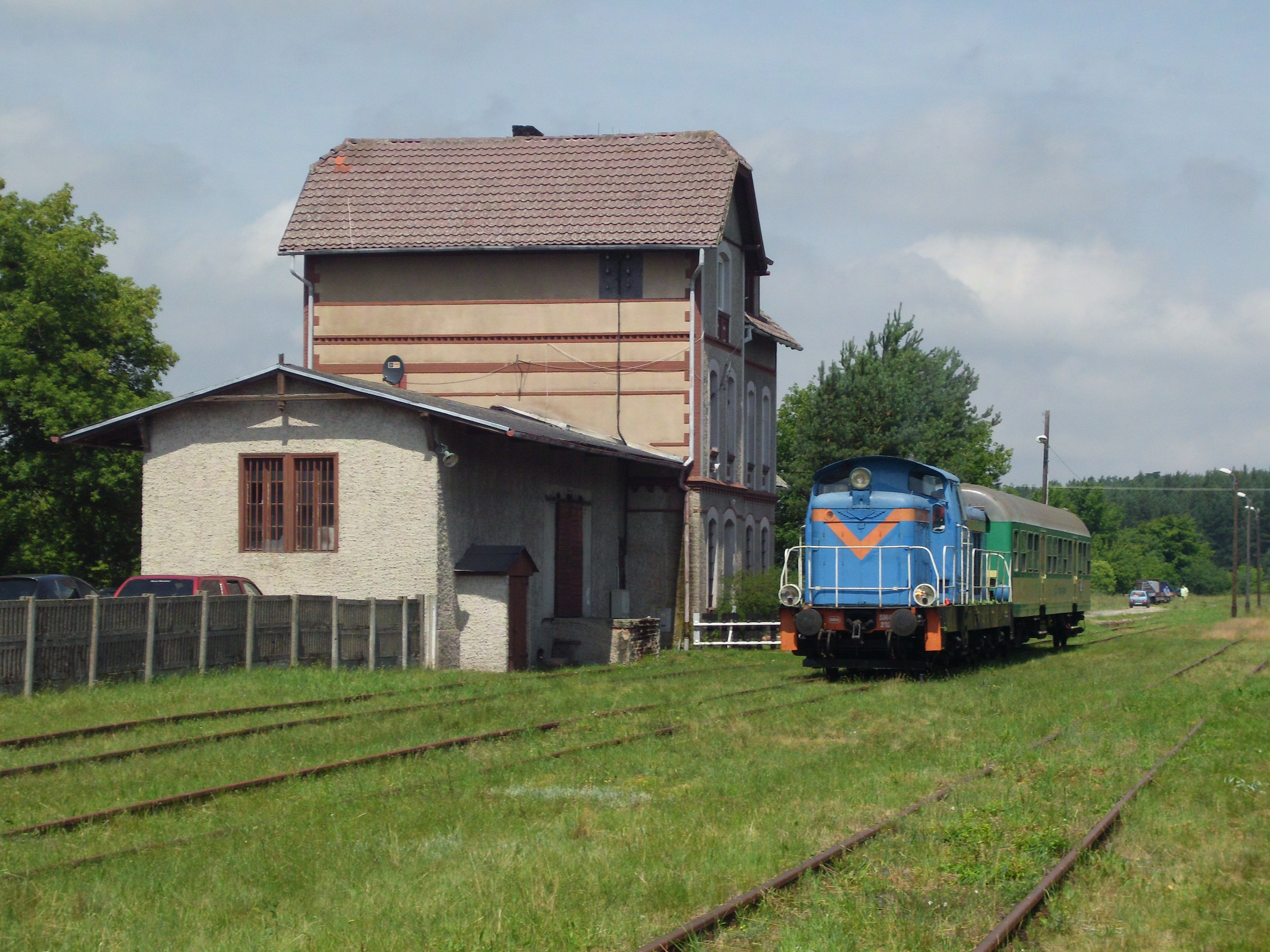
Stacja kolejowa

### Transport drogowy
Miasto znajduje się ok. 20 km na południowy wschód od Słubic, przy drodze krajowej nr 29 Słubice – Krosno Odrzańskie – Zielona Góra.

### Transport kolejowy
W Cybince znajduje się nieczynna stacja kolejowa Cybinka, która znajduje się na nieczynnej linii kolejowej nr 386 łączącej Kunowice z Cybinką.

## Wspólnoty wyznaniowe
- Kościół rzymskokatolicki:

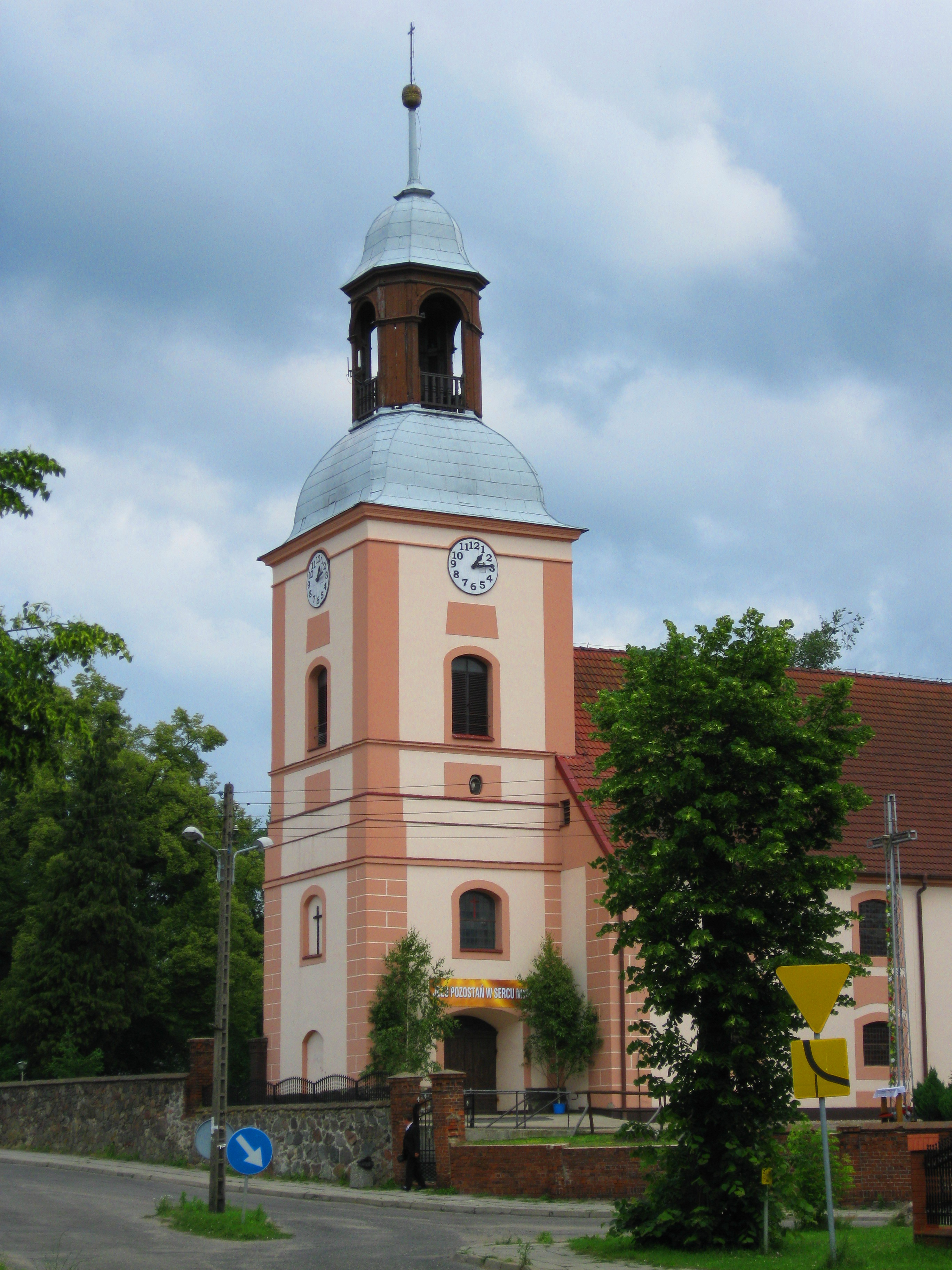
Kościół Matki Bożej Częstochowskiej

  - parafia Matki Bożej Częstochowskiej
- Świadkowie Jehowy:
  - zbór Cybinka (Sala Królestwa Radomicko 26)[16]

## Sport i rekreacja
W Cybince istnieje hala sportowa wyposażona w boiska centralne, boiska treningowe oraz trybuny składane. Znajduje się tu także Stadion Miejski o pojemności 600 miejsc (w tym 350 siedzących) wraz z boiskiem treningowym.
Swoją siedzibę ma tu Gminny Klub Sportowy „Syrena” Cybinka, założony w 1949 r. i reaktywowany w 2016 roku, grający obecnie w B-klasie. Charakterystyczne barwy zespołu: zielono-czarno-białe.

## Burmistrzowie
- 1990–1994: Jan Radkiewicz
- 1994–2002: Tadeusz Lewczuk
- 2002–2006: Ryszard Wincek
- 2006–2014: Roman Siemiński
- od 2014: Marek Kołodziejczyk

## Galeria

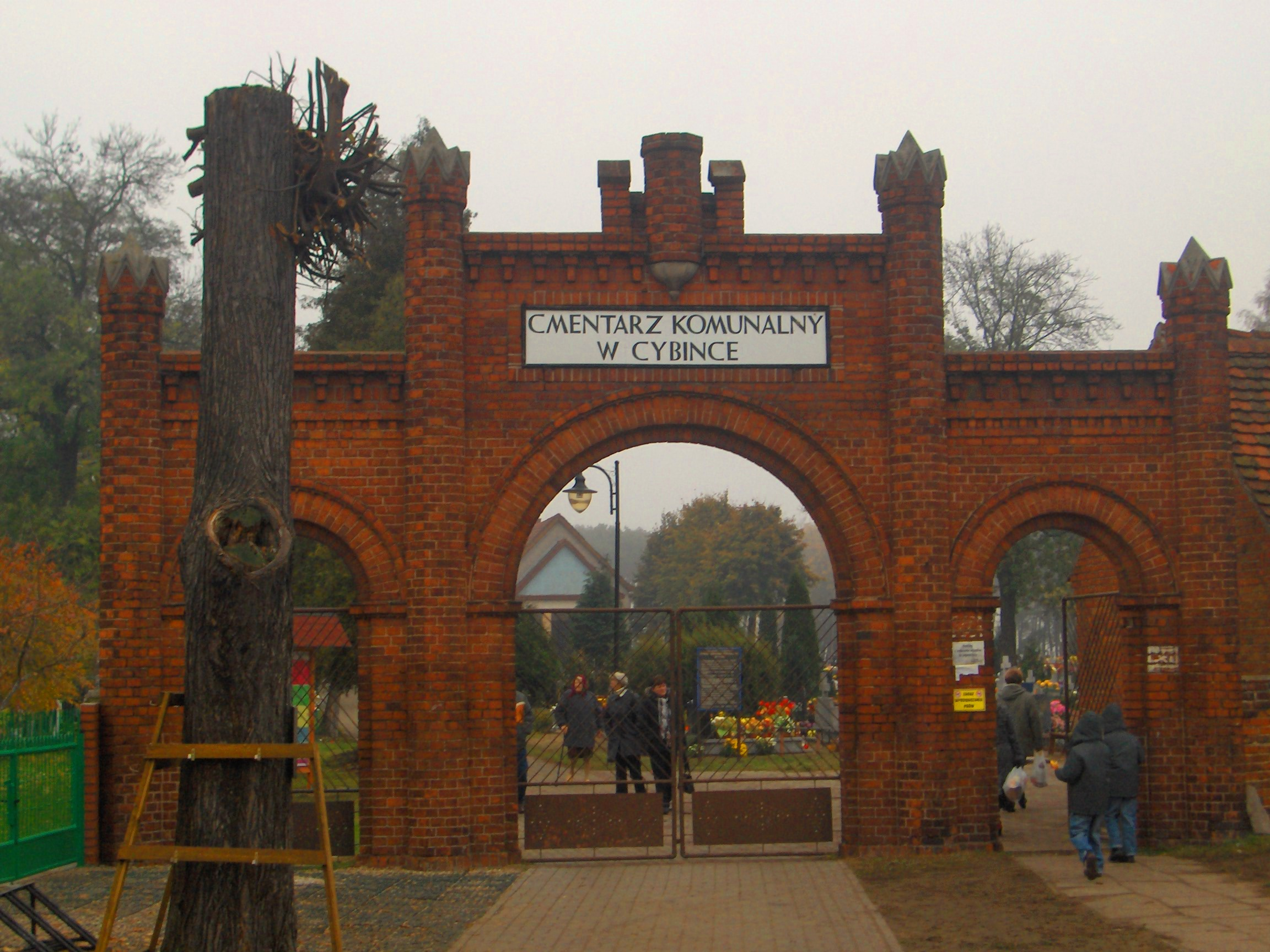
Cmentarz Komunalny w Cybince
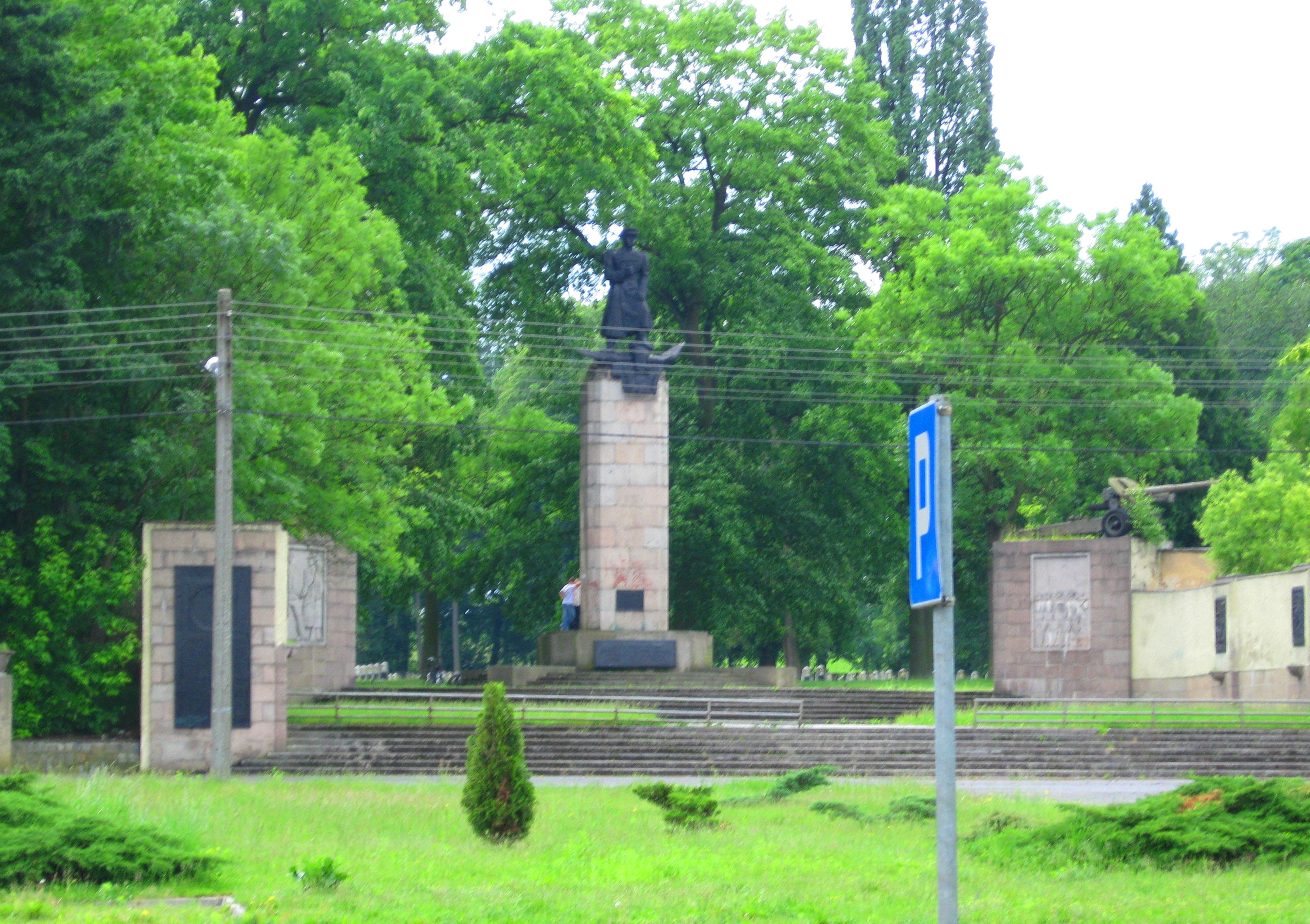
Cmentarz żołnierzy radzieckich przy ul. Lwowskiej
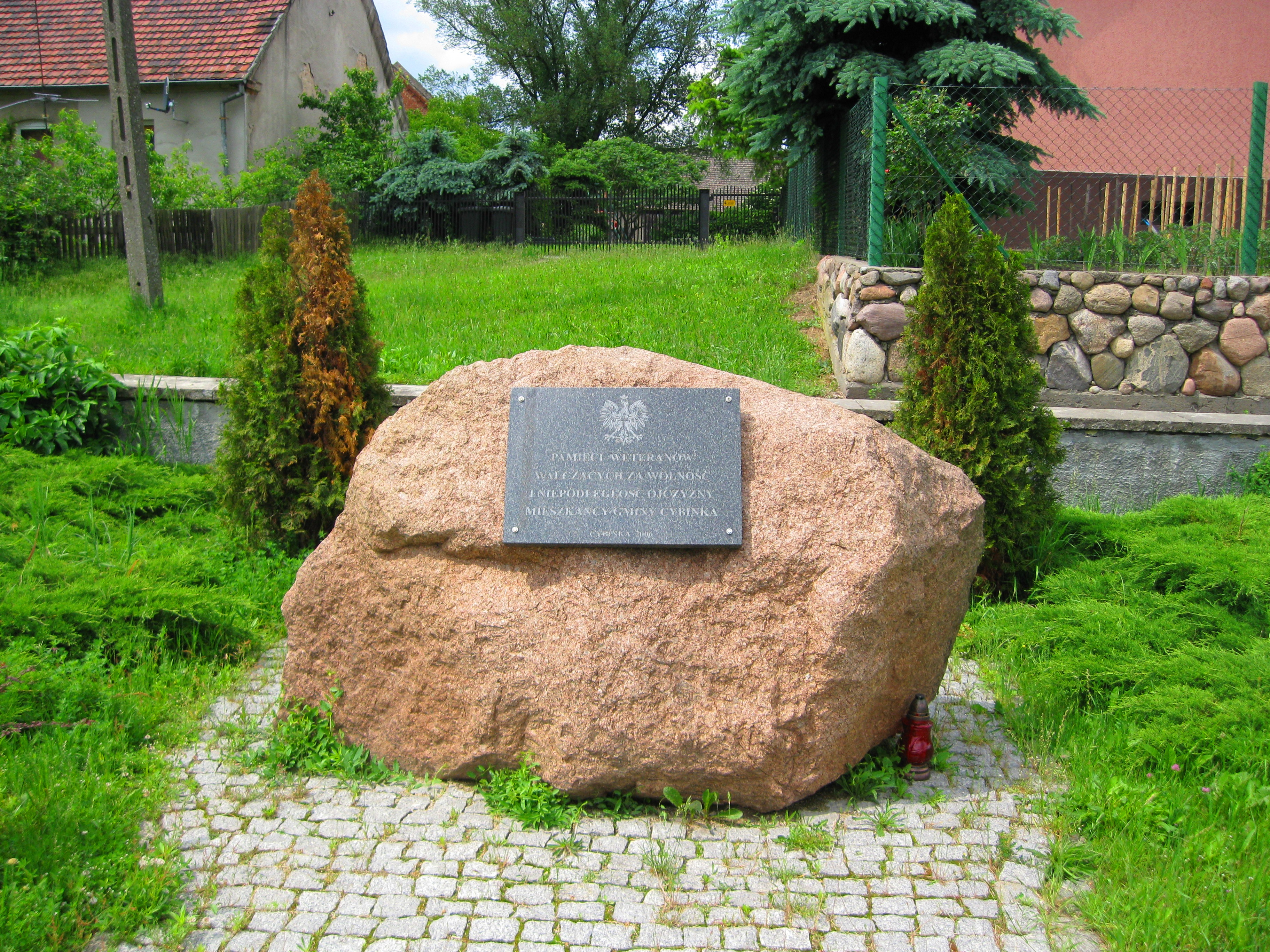
Kamień pamiątkowy
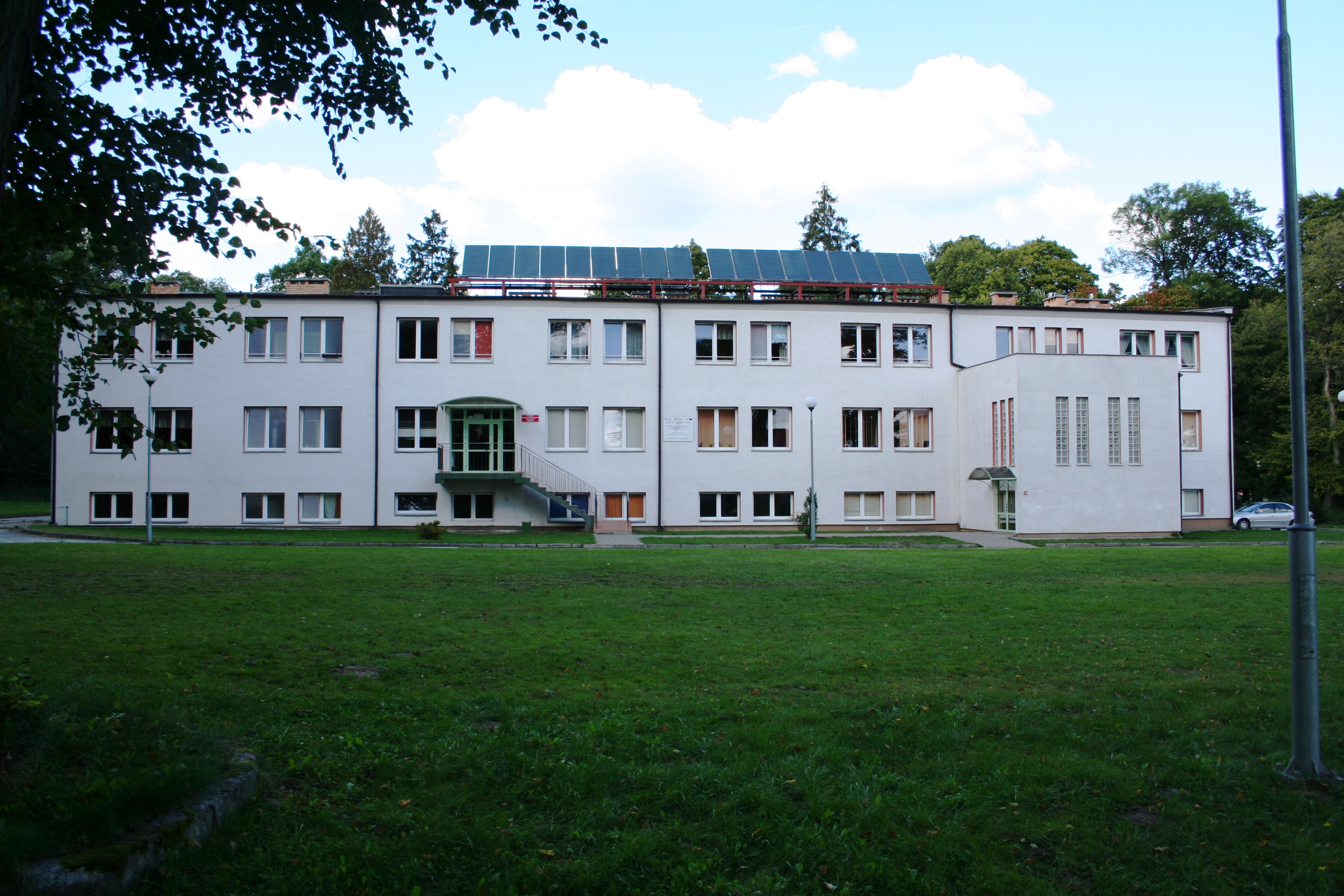
Budynek byłej strażnicy
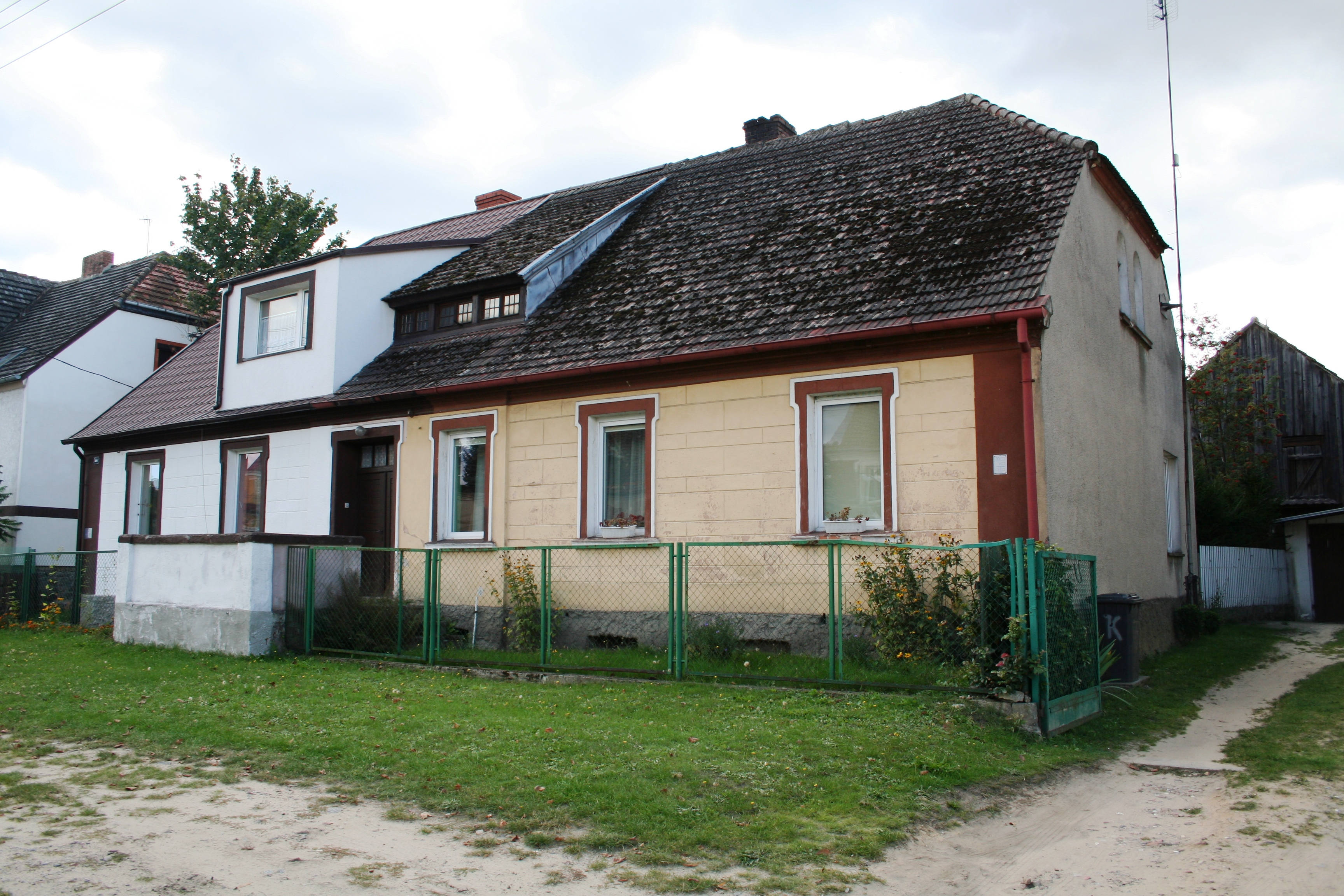
Budynek dawnej komendantury WOP